# Monstrillopsis dubia
Monstrillopsis dubia är en kräftdjursart som först beskrevs av T. Scott 1904.  I den svenska databasen Dyntaxa används istället namnet Monstrillopsis dubioides. Enligt Catalogue of Life ingår Monstrillopsis dubia i släktet Monstrillopsis och familjen Monstrillidae, men enligt Dyntaxa är tillhörigheten istället släktet Thaumaleus och familjen Monstrillidae. Arten är reproducerande i Sverige. Inga underarter finns listade i Catalogue of Life.